# 红塔证券
红塔证券股份有限公司（上交所：601236，简称：红塔证券），总部位于中华人民共和国云南省昆明市，前身为云南省三家信托公司的证券交易部门，是一家由中国烟草总公司间接控股的证券公司。

## 历史
2001年9月8日，红塔集团、云南省投资控股集团有限公司、国家开发投资集团有限公司、云南省国际信托投资公司、亿成投资、云南金旅信托投资有限公司、昆明国际信托公司等十三家发起人以货币或房产出资，成立了红塔证券股份有限公司。
2017年7月，红塔证券在中国证监会网站首次披露招股书。2018年2月9日，该公司上市申请获得证监会反馈意见，但上市审核9月14日因立信会计师事务所被调查而中止。直至，2019年4月，红塔证券才获得中国证监会发放的上市批文，上市进度较另一间云南省券商太平洋证券晚了十二年。
2020年10月，红塔证券研究所新任所长任志强等一批证券分析师到任；但4个月后，任志强带领该研究所一批研究员离职，转入德邦证券，或与该证券公司高层人事变动有关。
2021年7月24日，中国证券监督管理委员会发布《2021年证券公司分类结果》，其中九州证券被评为BB级，与2020年的BBB级有所下降。